# Anhidrid sirćetne kiseline
Anhidrid sirćetne kiseline (Acetanhidrid, etanski anhidrid) je hemijsko jedinjenje sa formulom . On se obeležava sa 2O. On je najjednostavniji kiselinski anhidrid koji se može izolovati. Acet anhidrid nalazi široku primenu kao reagens u organskoj sintezi. On je bezbojna tečnost koja ima jak miris sirćetne kiseline, koja se formira reakcijom sa vlagom iz vazduha.
Anhidrid mravlje kiseline je još jednostavniji kiselinski anhidrid, ali se spontano razlaže, posebno kad se odstrani iz rastvora.

## Spoljašnje veze
- 0209
- Džepni vodič za hemijske hazarde